# (49) Pales
(49) Pales ist ein Asteroid des äußeren Hauptgürtels, der am 19. September 1857 vom deutsch-französischen Astronomen Hermann Mayer Salomon Goldschmidt in Paris entdeckt wurde.
Der Asteroid wurde benannt nach Pales, der römischen Göttin der Schafställe und Weiden. Der französische Geologe Léonce Élie de Beaumont schlug die Bezeichnung deux Jumelles (die beiden Zwillinge) für (48) Doris und (49) Pales vor, die beide von Goldschmidt in derselben Nacht entdeckt wurden – ein zur damaligen Zeit einmaliges Ereignis.

## Wissenschaftliche Auswertung
Aus Ergebnissen der IRAS Minor Planet Survey (IMPS) wurden 1992 Angaben zu Durchmesser und Albedo für zahlreiche Asteroiden abgeleitet, darunter auch (49) Pales, für die damals Werte von 149,8 km bzw. 0,06 erhalten wurden. Eine Auswertung von Beobachtungen durch das Projekt NEOWISE im nahen Infrarot führte 2012 zu vorläufigen Werten für den Durchmesser und die Albedo im sichtbaren Bereich von 166,3 km bzw. 0,05. Nach der Reaktivierung von NEOWISE im Jahr 2013 und Registrierung neuer Daten wurden die Werte 2015 zunächst mit 138,8 oder 149,3 km bzw. 0,04 oder 0,05 angegeben und dann 2016 korrigiert zu 142,1 km bzw. 0,05, diese Angaben beinhalten aber alle hohe Unsicherheiten.
Photometrische Beobachtungen des Asteroiden erfolgten erstmals vom 18. bis 20. November 1977 am Osservatorio Astronomico di Torino in Italien. Aus der gemessenen Lichtkurve wurde eine Rotationsperiode von 10,42 h abgeleitet. Dieser Wert galt daraufhin für viele Jahre als gegeben. Erst durch eine Zusammenarbeit dreier Observatorien vom 27. Oktober bis 16. Dezember 2015, nämlich dem Organ Mesa Observatory und dem Etscorn Campus Observatory, beide in New Mexico, und dem Sopot Astronomical Observatory in Serbien, konnte in 17 Nächten eine sehr detaillierte Lichtkurve aufgezeichnet werden, aus der in einer umfassenden Untersuchung eine Rotationsperiode des Asteroiden von 20,704 h bestimmt wurde. Dies entspricht etwa dem doppelten Wert wie zuvor angenommen, und die kürzere Periode konnte ausgeschlossen werden.
Dieses Ergebnis konnte durch weitere Beobachtungen am Organ Mesa Observatory bestätigt werden: Vom 27. Januar bis 2. März 2017 (20,705 h), vom 4. April bis 11. Mai 2018 (20,709 h), vom 11. bis 27. August 2020 (20,702 h), vom 24. Dezember 2021 bis 26. Januar 2022 (20,702 h) sowie vom 7. Mai bis 3. Juni 2024 (20,704 h). Aus den Kurvenformen der Beobachtungen seit 2015 wurde geschlossen, dass die Äquatorebene des Asteroiden nahezu parallel zu seiner Bahnebene liegen dürfte, der Drehsinn ist aber noch unbekannt.
Beobachtungen vom 21. Januar bis 10. März 2022 im Rahmen einer Zusammenarbeit innerhalb der Italian Amateur Astronomers Union (UAI) an fünf verschiedenen Observatorien in Italien führten zu einer weiteren Bestimmung der Rotationsperiode von 20,704 h. Aus archivierten Daten des Asteroid Terrestrial-impact Last Alert System (ATLAS) aus dem Zeitraum 2015 bis 2018 konnte in einer Untersuchung von 2022 mit der Methode der konvexen Inversion eine Rotationsperiode von 20,7081 h berechnet werden.
Abschätzungen von Masse und Dichte für den Asteroiden (49) Pales aufgrund von gravitativen Beeinflussungen auf Testkörper ergaben in einer Untersuchung von 2012 eine Masse von etwa 4,22·1018 kg, was mit einem angenommenen Durchmesser von etwa 151 km zu einer Dichte von 2,35 g/cm³ führte bei keiner Porosität. Diese Werte besitzen eine hohe Unsicherheit im Bereich von ±51 %.